# Ratko Divjak
Ratko „Rale“ Divjak (* 6. Juli 1947 in Vukovar) ist ein jugoslawischer und dann slowenischer Fusion- und Jazzmusiker (Schlagzeug), der sich sowohl in der heimischen Szene als auch international etabliert hat.

## Leben und Wirken
Divjak, der das Gymnasium in Osijek besuchte, erhielt zunächst Flötenunterricht. 1964 wechselte er zum Schlagzeug und begann in verschiedenen Rock- und Popbands zu spielen, etwa bei Dinamiti unter der Leitung von Sänger Kićo Slabinac. Zunächst weitgehend Autodidakt, studierte er an der Musikakademie Graz.
1968 zog Divjak nach Zagreb, wo er Mitglied des Orchesters von Iće Klemena wurde, und im folgenden Jahr begann er, mit Boško Petrović in seinem Quartett B. P. Convention und seinem internationalen Ensemble Nonconvertible All Stars zu arbeiten. Mit diesen beiden Bands spielte er Alben ein, tourte international und trat auf dem Montreux Jazz Festival 1971 und den Berliner Jazztagen auf. In Zagreb begleitete er Leo Wright und Slide Hampton; mit dem Trio von Tihomir Pop Asanović spielte er auf dem Internationalen Jazzfestival von Szeged. Für kurze Zeit spielte er auch im Tanzorchester von RTV Zagreb, mit dem er 1971 auf dem Jazzfestival von Ljubljana auftrat.
1973 holte Jože Privšek Divjak in das Tanzorchester des RTV Ljubljana. Mit diesem Ensemble trat er regelmäßig bei Jazzfestivals in Ljubljana auf. Auch begleitete er Gäste wie Dusko Goykovich (Balkan Connection) und Jiggs Whigham. Daneben arbeitete er in den 1970er Jahren weiterhin in Fusion- und Jazzbands wie September, Time und Sončna pot. Mit dem Quintett von Tone Janša spielte er bei Pori Jazz. 1982 wurde er zur Bigband der Europäischen Rundfunkunion in London entsandt. Weiterhin arbeitete er mit dem New Swing Quartet, Art Farmer, Gary Burton, Stan Getz, Niels-Henning Ørsted Pedersen, Sal Nistico, Albert Mangelsdorff, Dave Liebman, Stjepko Gut, Tony Coe, Ferdinand Povel, Gianni Basso, Richard Davis und Joe Pass.
Divjak war mehrere Jahre freiberuflich tätig. Auch gehörte er zur Greentown Jazz Band, mit der mehrere Alben erschienen. Ab Anfang der 1990er Jahre war er Mitglied der RTV Slovenija Big Band, bei der er bis zu seiner Pensionierung im Herbst 2013 blieb und zahlreiche Aufnahmen einspielte. 2012 erhielt er den RTV-Ehrenpreis.
Unter eigenem Namen erschien 1998 Divjaks Debütalbum Caravan; 2020 folgte For 70 Years. Er ist immer noch aktiv.